# مردخاي غازيت
مردخاي غازيت (Mordechai Gazit) (بالعبرية: מרדכי גזית‏) (5 سبتمبر 1922-29 مايو 2016) دبلوماسي إسرائيلي. 
عمل مستشارًا لرئيسة الوزراء الإسرائيلية غولدا مائير، وسفيرا لإسرائيل في فرنسا، كما تولى منصب المدير العام لوزارة الخارجية الإسرائيلية.

## حياته
ولد مردخاي فاينشتاين (غير اسمه لاحقا إلى غازيت) في اسطنبول في تركيا لعائلة من اليهود الأوكرانيين. شقيقه الأصغر هو شلومو غازيت. وهاجرت الأسرة إلى فلسطين عندما كان طفلاً.
في سن الرابعة عشرة، انضم إلى الهاغاناه وأكمل دورة تدريب ضباط في عام 1943. وفي عام 1946، تم اختياره في الدفعة الأولى من معهد الدراسات المتقدمة، وهي مدرسة دبلوماسية أنشأتها الوكالة اليهودية لتدريب جيل من الدبلوماسيين المحترفين للدولة اليهودية المستقبلية.
حصل غازيت على درجة الماجستير في علم الآثار من الجامعة العبرية في القدس. 

## عمله العسكري
خلال الحرب الأهلية بين عامي 1947 و 1948 في فلسطين تحت الانتداب، قاد غازيت وحدة الهاغاناه التي أُرسلت للاحتفاظ بمستوطنةالقسطل بعد أن استولى عليها كوماندوز البلماح في 3 أبريل / نيسان 1948. وخلال فترة الهدنة، أطلق أحد حراس الهاغاناه بقيادة غازيت النار وقتل عبد القادر الحسيني، قائد جيش الجهاد المقدس. وقام غازيت بفحص الجثة بنفسه وأخذ أوراقه. وعلى الرغم من أن وحدة الهاغاناه التابعة لغازيت قد تم طردها لاحقًا من مستوطنة القسطل بهجوم عربي مضاد، إلا أن موت الحسيني كان له تأثير مدمر على الروح المعنوية للعرب.
قاتل في الحرب العربية الإسرائيلية عام 1948 كضابط مخابرات وقائد سرية في لواء إتزيوني، حيث شارك في القتال في منطقة القدس. وقاد الجهود لإعادة إمداد الحي اليهودي المحاصر في البلدة القديمة بالقدس، وأصيب بجروح بالغة في القتال.

## عمله الدبلوماسي
في عام 1949، التحق بوزارة الخارجية الإسرائيلية وعمل سكرتيرًا في السفارة الإسرائيلية في لندن. وخدم لاحقًا في رانغون العاصمة السابقة لميانمار، وفي مناصب رفيعة مختلفة في وزارة الخارجية الإسرائيلية. وشغل منصب نائب المدير العام لوزارة استيعاب المهاجرين من عام 1969 إلى عام 1970، وسفيرًا في فرنسا من عام 1976 إلى عام 1979.
رفض غازيت الحجة القائلة بأن إسرائيل أضاعت فرصة لصنع السلام مع مصر من 1970 إلى 1973 بعد أن أصبح أنور السادات رئيسًا لمصر. كما رفض الادعاء بأن العاهل الأردني الملك حسين حذر غولدا مائير من الهجوم العربي الوشيك على إسرائيل عام 1973.